# Борис Паригин
Борис Дмитријевич Паригин (рус. Бори́с Дми́триевич Пары́гин; Лењинград, 19. јун 1930 — Санкт Петербург, 9. априла 2012) — совјетски и руски филозоф и психолог, оснивач научне социјалне психологије. Био је доктор филозофије и професор. Специјалиста за област филозофских и социолошких проблема социјалне психологије — њене историје, методологије, теорије и праксиологије. Почасни научник Руске Федерације. 

## Биографија
Борис Паригин је водећи представник филозофског и социолошког правца у социјалној психологији. Рођен у Лењинграду. Дипломирао је на Филозофском факултету Лењинградског државног универзитета (ЛСУ, 1953). 1961. одбранио тезу о филозофији; Докторска дисертација — “Социјална психологија као наука (питања историје, методологије и теорије)” (Лењинградског државног универзитета, 1967).
Борис Паригин аутор је десет монографија и више од 400 чланака преведених и објављених на многим језицима: енглеском, немачком, српском, јапанском, литванском, шпанском, португалском, бугарском, чешком, словачком, мађарском и другим. Међу најзначајнијим радовима: „Социальная психология как наука“ (Социјална психологија као наука, 1965); "Общественное настроение" (Јавно расположење, 1966); "Основы социально-психологической теории" (Основе социо-психолошке теорије, 1971); "Социальная психология. Истоки и перспективы” (Социјална психологија. Извори и перспективе, 2010).
Борис Паригин предавао је на Филозофском факултету Лењинградског државног универзитета (Лењинград, 1953-1957). Затим на Педијатријском медицинском институту (Лењинград, 1957-1962). Водио је одсек за филозофију у Државном педагошком заводу у Лењинграду. Херзен, гдје је створио лабораторију социо-психолошких истраживања и први у СССР факултет за социјалну психологију (Лењинград, 1968-1976). Касније је Паригин руководио сектором социо-психолошких проблема на Институту за социјалне и економске проблеме Руске академије наука (Лењинград, 1976-1992). 1970-их и 80-их одржао је многа јавна предавања. Током периода 1990-2000, Борис Паригин је водио одељење социјалне психологије на Санкт Петербуршком хуманитарном универзитету синдиката (Санкт Петербург, 1992-2012), који је основао. Као гостујући професор предавао је на многим универзитетима у Русији.
Борис Дмитријевич Паригин је 9. априла 2012. године у Санкт Петербургу. 

### Књиге
- Социальная психология. Истоки и перспективы / Б. Д. Парыгин. — СПб: СПбГУП, 2010. — 533 стр. (Тираж — 1000).  978-5-7621-0543-9
- Социальная психология (учебное пособие) / Б. Д. Парыгин. — СПб: СПбГУП, 2003. — 616 стр. (Тираж — 10000).  5-7621-0250-5, 978-5-7621-0250-6
- Анатомия общения / Б. Д. Парыгин. — СПб: изд. Михайлова, 1999. — 301 стр. (Тираж — 3000).  5-8016-0046-9
- Социальная психология. Проблемы методологии, истории и теории / Б. Д. Парыгин. — СПб: СПбГУП, 1999. — 592 стр. (Тираж — 5000)  5-7621-0100-2

- Практикум по социально-психологическому тренингу / Сборник статей под редакций Парыгина Б. Д. — СПб: СКФ «Россия-Нева», 1994. — 174 стр., ил.
  - Практикум по социально-психологическому тренингу (2-е изд., испр. и доп.) / Сборник статей под редакций Парыгина Б. Д. — СПб: ИГУП, 1997. — 308 стр.
  - Практикум по социально-психологическому тренингу (3-е издание, испр. и доп.) / Сборник научных трудов под редакций Парыгина Б. Д. — СПб: Изд. Михайлова В. А., 2000. — 351 стр., ил. (Тираж — 3000 экз.)

- Социальная психология территориального самоуправления / Б. Д. Парыгин. — СПб: Унигум, 1993. — 170 стр., ил.  5-02-027347-3
- Научно-техническая революция и личность / Б. Д. Парыгин. — М.: Политиздат, 1978. — 240 стр. (Тираж — 50000)
- Научно-техническая революция и социальная психология / Б. Д. Парыгин. — Л.: О-во «Знание» РСФСР, Ленингр. орг., 1976. — 39 стр.

- Основы социально-психологической теории / Б. Д. Парыгин. — М.: Мысль, 1971. — 352 стр. (Тираж — 20000) 
  - 1975. Grundlagen der sozialpsychologischen Theorie. — Köln: Pahl-Rugenstein, — 265 S., OBr.  3-7609-0186-7
  - 1975. Grundlagen der sozialpsychologischen Theorie. — (1. Aufl.) Berlin: Deutscher Verlag der Wissenschaften, 264 S.
  - 1976. Grundlagen der sozialpsychologischen Theorie. — Berlin: VEB, — 266 S.
  - 1977. 社会心理学原論, 海外名著選〈76〉(т. 76). — 明治図書出版 (Токио), 281 стр.
  - 1982. Grundlagen der sozialpsychologischen Theorie. — Köln: Pahl-Rugenstein Verlag., — 264 S.  3-7609-0186-7

- Общественное настроение / Б. Д. Парыгин. — М.: Мысль, 1966. — 328 стр. (Тираж — 13000)
- Социальная психология как наука / Б. Д. Парыгин. — Л.: ЛГУ, 1965. — 208 стр. (Тираж — 3400)
  - Социальная психология как наука (издание 2-е исправленное и дополненное) / Б. Д. Парыгин. — Л.: Лениздат, 1967. — 264 стр. (Тираж — 15000)
  - 1967. La psicologia social como ciencia. — Montevideo: Pueblos Unidos, — 249 p.
  - 1968. Социалната психология като наука. София. — 240 с.
  - 1968. Sociialni psychologie jako veda. Praha. — 192 s.
  - 1972. A psicologia social como ciência. Rio de Janeiro: Zahar Ed. — 218 p.

- Что такое социальная психология / Б. Д. Парыгин. — Л.: б.и., 1965. — 39 стр.

### Чланци
- Опыт ретроспективного видения судьбы социальной психологии // СПб: Вестник СПбГУ. Серия 16. 2011. Выпуск 4. С. 11-17. [8]
- Диалогу нет альтернативы // Ленинградская правда. — 1991, 20 апреля.
- Психология регионального самоуправления // Проблемы управления кадрами трудовых коллективов в условиях самоуправления. — Киев, 1990.
- Social and psychological environment of collective`s behavior // European association of Experimental Social psychology: VII-th General meeting: Ab-stracts. —Varna, 1987.
- Перестройка и проблемы психологической готовности человека // Всесоюзная науч.-практ. конф.: Диалектика, перестройка, человек. — Минск, 1989.
- Advance of science and technology and the problem of self-realization of an tndividual // Proceedings of the 2nd Finnish-Soviet symposium on personality. — Tampere. — 1983, June 14-16.
- The personal mediation of human action and the social context // Materials of the East — West meeting in the framework of the European Association of Experimental Psychology. — Varna, 1983.
- Климат коллектива как предмет диагностического исследования // Психологический журнал. — 1982. — Том 3, № 3.
- Проблема типологии аудитории СМИП в эмпирических исследованиях // Проблемы эффективности средств массовой информации и пропаганды. — Минск, 1981. — № 2.
- Scientific and technological progress and socio-psychological climate in a scientific collective // Proceedings of the 1nd Finnish-Soviet symposium on personality. — Moscow, 1979. S. 18.
- Современное состояние и проблемы социальной психологии в СССР // Проблемы социальной психологии. — Тбилиси, 1976.
- Советский образ жизни как социально-психологическое явление // Вопросы философии. — 1975. — № 3.
- Как найти ключи // Комсомольская правда. — 1974, 29 марта.
- Укрощение строптивой. Интервью // Литературная газета. — 1973, 5 декабря.
- Социальное настроение как объект исторической науки // История и психология. — М., 1971.
- Структура личности // Социальная психология и философия. — Л., 1971. — Вып. № 1.
- О соотношении социального и психологического // Философские науки. — 1967. — № 6.
- К итогам Йенского симпозиума по проблемам социальной психологии // Вопросы психологии. — 1966. — № 2.
- Hangulat mint szociológiai kutatás tárgya // Magyar Pszichologia Szemle. — Budapest, 1965. — № 1-2.
- Проблемы социальной психологии // Социальные исследования. — М., 1965.
- The subject matter of social psychology // American Psychologist. Vol. 19 (5). May 1964, p. 342—349.
- Общественная психология как социальное явление // Философские науки. — 1964. — № 6.
- Találkozó a szociális pszichológia problémáiról // Magyar Pszichologia Szemle. — Budapest, 1964. — № 4.
- On the subject of social psychology // Joint publications research (selected translation abstract) Number: AD0405666. 16 apr.1963. Washington D.C.
- Совещание по проблемам социальной психологии // Вопросы психологии. — 1963. — № 5.
- К вопросу о предмете социальной психологии // Вопросы психологии. — 1962. — № 5.
- О психологическом направлении в современной буржуазной социологии и о социальной психологии // Вестник ЛГУ. — 1959. — № 23.
- Ленин об общественных настроениях // Вестник ЛГУ. — № 17. Сер. Экономика, философия и право. — 1952. — Вып. 3.